# Personal Service
Personal Service ist eine britische Filmkomödie des Regisseurs Terry Jones aus dem Jahr 1987. Der Film schildert die Erlebnisse der äußerlich erzkonservativen Bordellbetreiberin Christine Painter (Julie Walters) bei dem Kampf um ihr auf sadomasochistische Freier der englischen High Society zugeschnittenes Bordell.

## Handlung
Christine Painter betreibt einen diskreten Salon in London, in dem sie im Zeichen der Nächstenliebe die sadomasochistischen Phantasien der englischen Oberschicht erfüllt, um mit den Einnahmen ihrem Sohn eine elitäre Erziehung zukommen lassen zu können. Die Besucher ihres Etablissements sind überwiegend ältere Herren, vor allem Mitglieder der britischen Oberschicht, unter ihnen Bankiers, Richter, Diplomaten und Parlamentarier. Neben Sex, Bondage und manchmal einer Tasse Tee macht vor allem Mrs. Painters ganz persönlicher Charme den unverwechselbaren Service des Gesamtangebotes aus. Nach einer Razzia kommt das besondere Angebotsspektrum und die prominente Klientel ans Licht, England steht vor einem einzigartigen Skandal.

## Hintergründe
- Die Handlung der Komödie basiert auf den Geschehnissen um Cynthia Payne.
- Cynthia Payne fungierte für den Film als Beraterin.

## Auszeichnungen
- British Academy Film Award 1988:
  - nominiert: Julie Walters (Beste Hauptdarstellerin)
  - nominiert: David Leland (Bestes Originaldrehbuch)
- Evening Standard British Film Award 1988 – Peter Sellers Award für David Leland